# Енріке Родрігес (боксер)
Хосе Енріке Родрігес Каль (ісп. José Enrique Rodríguez Cal; 17 листопада 1951 — 23 листопада 2022) — колишній іспанський боксер найлегшої ваги. Призер Олімпійських ігор, чемпіонатів світу та Європи з боксу.

## Любительська кар'єра
На літніх Олімпійських іграх 1972 року в Мюнхені (Німеччина) брав участь у змаганнях боксерів першої найлегшої ваги. Почергово переміг Александру Турей (Румунія), Дейві Армстронга (США) та Рафаеля Карбонеля (Куба). У півфінальному двобої поступився Кім У Гілю (КНДР), задовольнившись бронзовою медаллю.
На чемпіонаті Європи з боксу 1973 року в Белграді (Югославія) у чвертьфіналі змагань першої найлегшої ваги переміг Рішарда Червінські (Польща), а у півфіналі поступився майбутньому чемпіонові українцю Владиславу Засипку.
На I чемпіонаті світу з боксу 1974 року в Гавані (Куба) дістався півфіналу змагань боксерів першої найлегшої ваги, де поступився майбутньому чемпіонові Хорхе Ернандесу (Куба).
На чемпіонаті Європи з боксу 1975 року в Катовицях (Польща) у чвертьфіналі змагань переміг Мартіна Ловлеса (Шотландія) та у півфіналі — Ремуса Косму (Румунія). У фінальному двобої поступився українцю Олександру Ткаченку.
На літніх Олімпійських іграх 1976 року в Монреалі (Канада) вдруге брав участь у змаганнях боксерів першої найлегшої ваги. У першому ж двобої поступився Сердамбіну Батсуку (Монголія).

## Професійна кар'єра
На професійному ринзі дебютував 16 грудня 1978 року, перемігши Вікторіано Соліса.
У серпні 1979 року виборов титул чемпіона Іспанії у найлегшій вазі, перемігши Маріано Гарсію. Протягом 1979—1981 років провів чотири вдалих захисти титулу. У березні 1983 року втратив чемпіонський титул, поступившись тому ж таки Маріано Гарсії.
Двічі, у 1981 та 1982 роках, як претендент, змагався за титул чемпіона Європи у найлегшій вазі, проте обидва рази технічним нокаутом поступався Чарлі Магрі.
У 1984 році перейшов у легшу вагу, де провів чотири поєдинки, програвши всі: двічі змагався за титул чемпіона Іспанії та одного разу — за титул чемпіона Європи проти Чиро Де Лева. Після цього завершив виступи.